# Каллен, Пол
Пол Каллен (англ. Paul Cullen; 29 апреля 1803, Наррагмор, Соединённое королевство Великобритании и Ирландии — 24 октября 1878, Дублин, Соединённое королевство Великобритании и Ирландии) — первый ирландский кардинал, дядя австралийского кардинала Фрэнсиса Морана. Архиепископ Армы с 8 января 1850 по 3 мая 1852. Архиепископ Дублина с 3 мая 1852 по 24 октября 1878. Кардинал-священник с 22 июня 1866, с титулом церкви Сан-Пьетро-ин-Монторио с 25 июня 1866.